# Sondre Rossbach
Sondre Løvseth Rossbach, född 7 februari 1996, är en norsk fotbollsmålvakt som spelar för Degerfors IF, på lån från Odd. 
Han är son till den tidigare landslagsmålvakten Einar Rossbach.

## Karriär
Den 25 januari 2023 lånades Rossbach ut av Odd till Degerfors IF på ett säsongslån.